# Cor Serpentis
„Cor Serpentis” (denumirea în latină în original; în rusă Сердце Змеи, română Inima șarpelui) este o povestire științifico-fantastică din 1958 creată de scriitorul și paleontologul sovietic Ivan Antonovici Efremov. A fost scrisă în 1958 și publicată în 1959.

## Povestea
Inima șarpelui se aseamănă cu povestirea scriitorului american Murray Leinster denumită „First Contact”. O navă spațială terestră se întâlnește în adâncimile spațiului cosmic cu o navă extraterestră care poate fi ostilă.
În povestirea „First Contact” este elaborat un protocol avansat pentru a preveni ca extratereștrii să urmărească până acasă pe pământeni sau să prevină distrugerea acestora (ori invers). Premisa pe care se bazează Murray Leinster este demontată, în parte, arătând că, pentru ca civilizația unei planete să stăpânească tehnica călătoriei spațiale, ar trebui ca pe planeta lor de origine să fie pace și, probabil, ei s-au organizat într-o societate fără clase, adică un fel de planetă comunistă. Acest punct de vedere Ivan Efremov l-a prezentat mai devreme și în romanul său „Andromeda”. Prin urmare concluzia logică este că extratereștrii trebuie să fie neapărat pașnici. 
Această poveste are loc într-o rubrică a lui de Efremov intitulată „Marele Cerc”, o confederație de civilizații galactice care pot comunica la viteze mai mari decât lumina și care apar în Nebuloasa Andromeda.

## În România
A apărut în limba română în Colecția „Povestiri științifico-fantastice” în numerele 113 și 114 (august 1958). Povestirea a fost tradusă de A. Rogoz și F. Ionescu după textul original apărut în revista Iunosti (Юность, Tineret) nr. 1/1959. La rugămintea redacției române, autorul Ivan Efremov a oferit detalii privind anumite pasaje; explicațiile și precizările autorului au apărut ca note de subsol.

## Vezi și
- 1958 în științifico-fantastic
- 1959 în științifico-fantastic